# Paul Söhner
Paul Leo Söhner (1898–1957), auch Paul Söhner und Leo Söhner, war ein deutscher Komponist, Musiklehrer und Musikschriftsteller. Er führte die Lehrwerke seines Freundes Michael Dachs (1876–1941) fort, die seitdem unter der Bezeichnung Dachs-Söhner bekannt sind: die Bücher („für den Schulgebrauch und zum Selbstunterricht“) über Harmonielehre, Kontrapunkt und Allgemeine Musiklehre, die sämtlich im Kösel-Verlag erschienen sind.

## Veröffentlichungen (Auswahl)
- Die Orgelbegleitung zum gregorianischen Gesang. Regensburg : Pustet, 1936
- Die Musik im Münchener Dom Unserer Lieben Frau in Vergangenheit und Gegenwart. München : Lentner, 1934
- Die Geschichte der Begleitung des gregorianischen Chorals in Deutschland, vornehmlich im 18. Jahrhundert. Augsburg : Filser, 1931
- Zehn Missionslieder. St. Ottilien, Oberbay. : Missionsverlag, [1927]
- Gesänge, op. 5
- Motetten, op. 2

### Dachs-Söhner
- Harmonielehre
- Kontrapunkt
- Allgemeine Musiklehre[1]